# RW Возничего
RW Возничего (лат. RW Aurigae), HD 240764 — тройная звезда в созвездии Возничего на расстоянии (вычисленном из значения параллакса) приблизительно 212 световых лет (около 65 парсеков) от Солнца. Видимая звёздная величина звезды — от +12,5m до +9,2m.

## Характеристики
Первый компонент — жёлтая эруптивная неправильная переменная звезда типа T Тельца (IT) спектрального класса G5Vep, или K0, или K1/5e. Радиус — около 1,12 солнечного, светимость — около 0,373 солнечных. Эффективная температура — около 4265 К.
Второй компонент — оранжевая звезда спектрального класса K5e. Эффективная температура — около 5096 К. Удалён на 1 угловую секунду.